# 汝阳县 (西汉)
汝阳县，中国古县名。何时置县不详，西汉时即有此县，在今河南省周口市商水县境。
《汉书·地理志上》记为女阳县，女通汝，属汝南郡。东汉时，著名的汝南袁氏祖籍即是此县。北朝后魏时，属汝阳郡。北齐废汝阳郡。隋朝开皇十六年（596年），置溵水县。大业初年，汝阳县废。